# Provincia de Armavir
Armavir (en armenio: Արմավիրի) es una de las diez provincias (marz) de Armenia. Está al suroeste del país, junto a la frontera con Turquía. La capital es Armavir. Ocupa una superficie de 1.242 km², y en el año 2013 su población era de 267.100 habitantes.
La ciudad más grande es  Vagharshapat, también conocida como Echmiadzin (46.560 hab. en 2011), considerada capital espiritual del país, pues en ella se halla la catedral más antigua del mundo, la catedral de Ejmiatsin, del siglo IV, y es sede del catolicós, autoridad máxima, a modo de patriarca, de la Iglesia apostólica armenia. Se halla al oeste de Ereván, de la que se considera ciudad satélite, en el valle del río Kasagh, cerca del Aeropuerto Internacional de Zvartnots.
Al oeste se encuentra Metsamor (10.287 hab. en 2009), la tercera ciudad de la provincia, después de Armavir (33.268 hab. en 2009). Fue construida en 1979 para alojar al personal de la central nuclear.

## Geografía

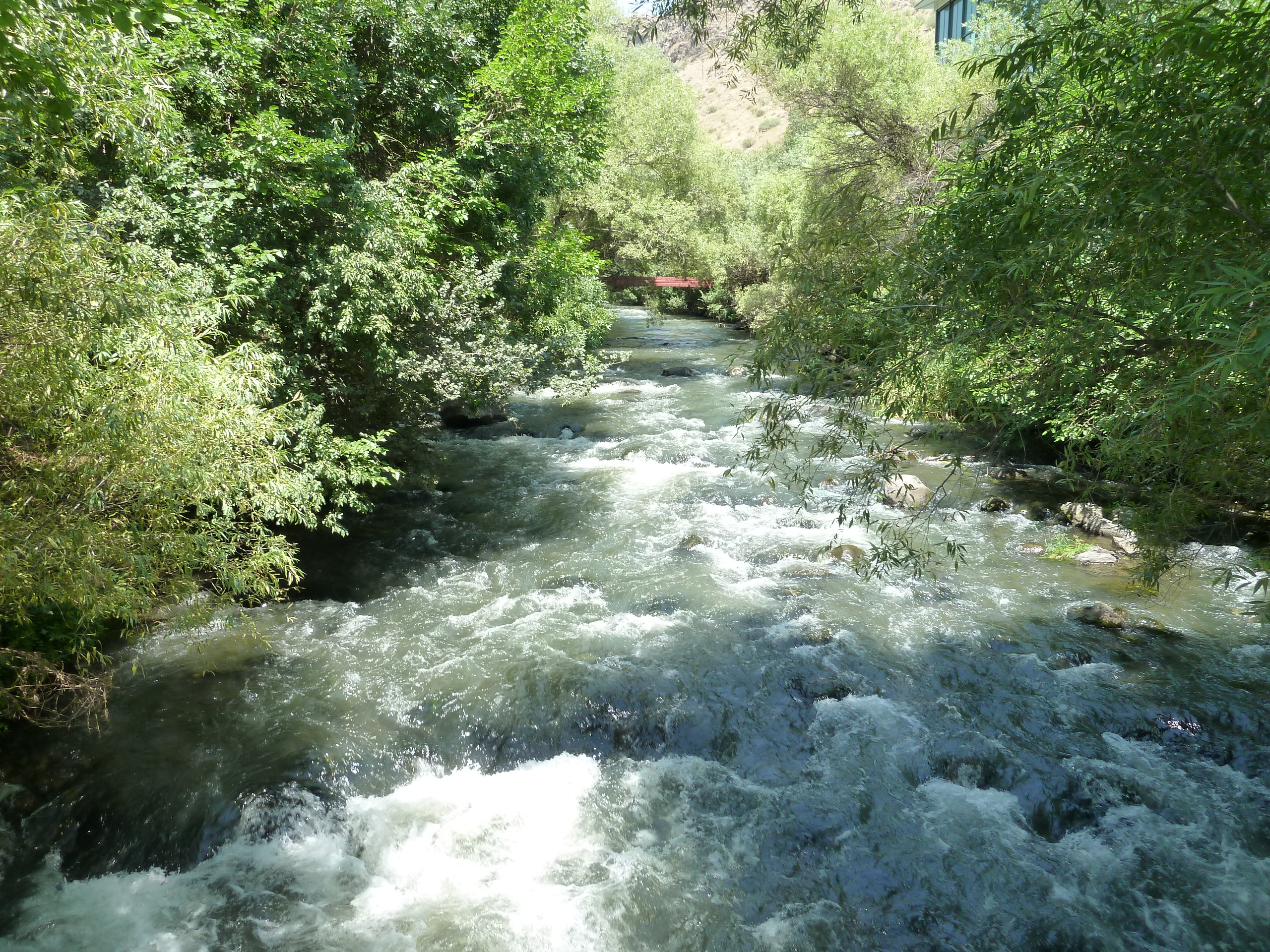
Río Kasakh o Kasagh

Armavir es la provincia más pequeña de Armenia, con solo 1.242 km². Limita con las provincias turcas de  Kars, por el oeste, y de  Iğdır por el sur, con una longitud fronteriza de 130.5 km.
La provincia está situada por entero en el corazón de la llanura del Ararat, y se considera tierra agrícola.
El este de la provincia está atravesado de norte a sur por el río Kasakh, que desemboca en el río Metsamor (no confundir con el río Akhurian, también llamado Metsamor, en la provincia de Shirak),[cita requerida] que la recorre por el sur de oeste a este y desemboca en el río Aras, que marca la frontera con Turquía. El río Metsamor, completamente canalizado para que no se quede sin agua, alimenta la Central Nuclear de Metsamor.
Entre los lagos destacan el Ayger y el Mecamor.

## Comunidades
La provincia de Armavir se divide en 97 comunidades (Hamaynkner), de las cuales 94 son rurales y tres son urbanas: Ejmiatzin (Vagharshapat), Armavir y Metsamor.
La ciudad de Armavir está situada a orillas del río Aras, al oeste de Ereván, y sus orígenes se remontan a Urartu. Según la Historia de Armenia de Movses Khorenatzi (siglo V), fue fundada por el patriarca Aramais, del cual procede el nombre Armavir. El rey Argishti I edificó una fortaleza en la zona llamada Argishtihinili.
Fue una de las antiguas capitales armenias,primero durante la dinastía Oróntida, después de la de la Satrapia de Armenia y posteriormente del Reino Armenio Oróntida hasta la construcción de Artaxata. Hoy es la capital de la provincia de Armavir, pero es la segunda ciudad de la provincia en importancia por detrás de Ejmiatzin.

## Cultura
Armavir es una de las provincias con más centros culturales de Armenia. En la época soviética había 98 bibliotecas públicas, de las que solo funcionan en la actualidad 21. Echmiadzin tiene numerosos museos, entre los que destacan el Museo de Arte Khoren Ter-Harutyunyan, el Museo de Arte Mher Abeghian y la casa museo de Hovhannes Hovhannisyan.[cita requerida] En la Santa Sede de Echmiadzin se encuentran, además de las iglesias, el Catholicosal Museum, el Museo de la Catedral de Echmiadzin, el Museo Khrimian, la Casa del Tesoro Alex y Marie Manoogian, el Depósito de manuscritos Vatche y Tamar Manoukian, y la editorial y librería de la Santa Sede.
En la población de Musaler (2500 hab.) se celebra cada año la resistencia en Musa Dagh, montaña donde en 1915 tuvo éxito la defensa contra el genocidio armenio, un episodio narrado en la novela Los cuarenta días de Musa Dagh, de Franz Werfel.

### Fortalezas y sitios arqueológicos

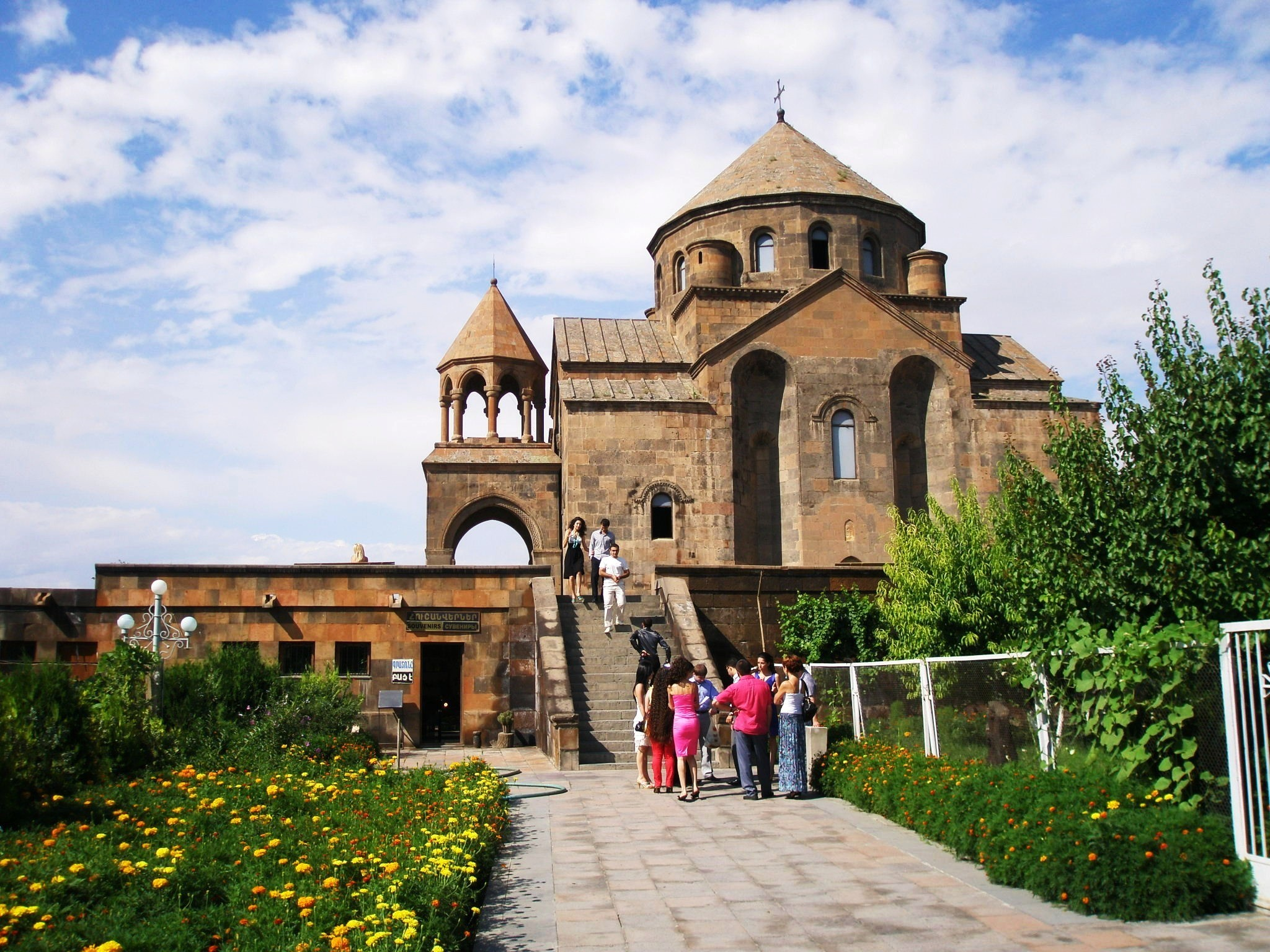
Iglesia de Santa Hripsime de 618, patrimonio de la Humanidad

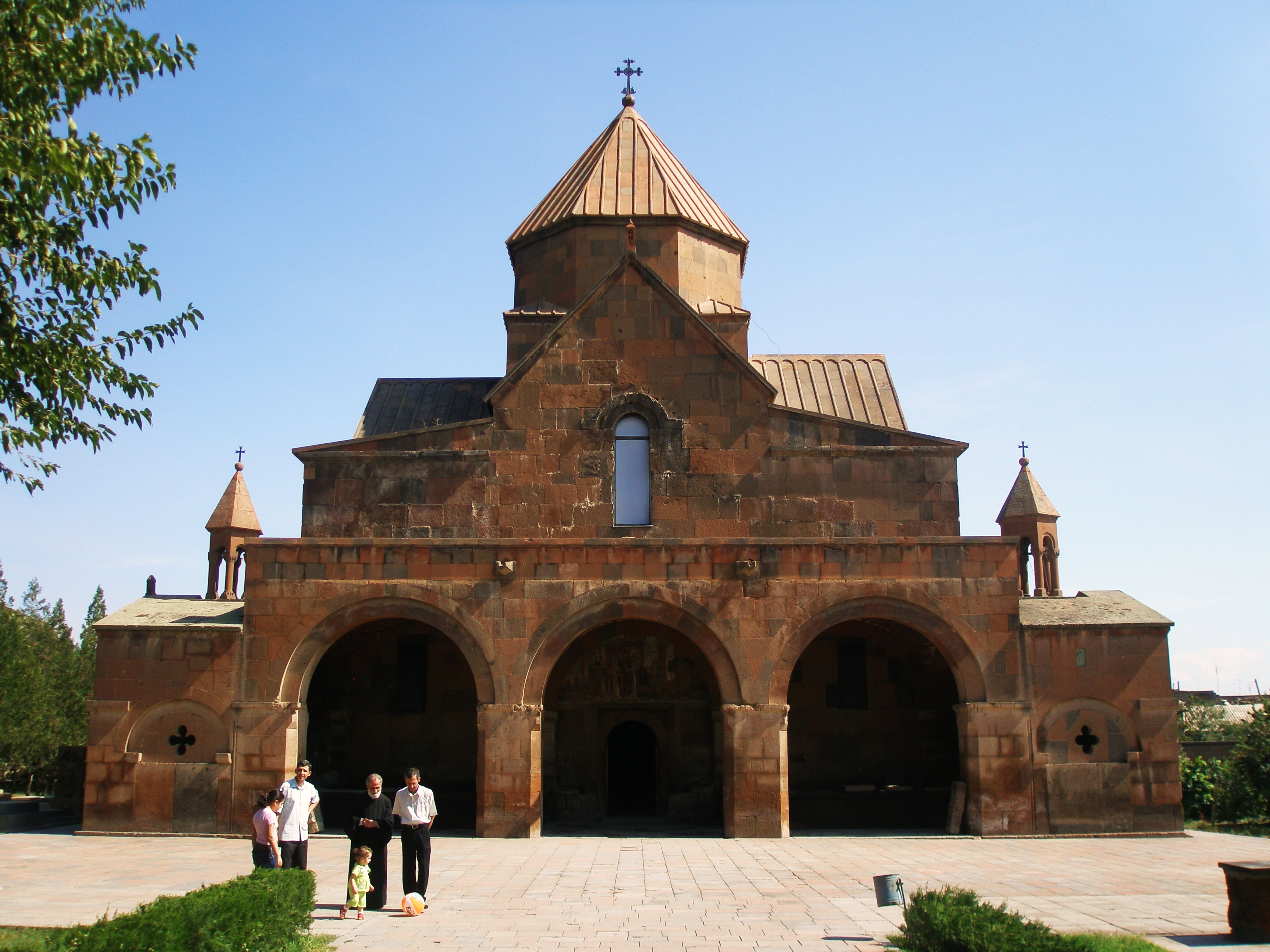
Iglesia de Santa Gayané de 630, patrimonio de la Humanidad

- Yacimiento fortaleza de Metsamor, en Taronik, 5000 a. C., yacimiento arqueológico con los restos de una antigua fortaleza ocupada hasta el siglo XVIII. Posee siete santuarios, entre los que destaca un crómlech milenario[cita requerida]
- Asentamiento de Mokhrablur, en Griboyedov, cerca de los yacimientos de Metsamor y  Adablur, de la misma época, y cerca del río Kasagh.[2]
- Argishtikhinili antigua ciudad del reino de Urartu, el siglo VIII a. C.
- Antigua ciudad de Armavir, capital de Armenia con la dinastía Oróntida, en 331 a. C.

### Iglesias y monasterios
- Santa Sede de Echmiadzin, sede de la Iglesia apostólica armenia y Catedral de Echmiadzin, fundada en 303
- Iglesia de Santa Hripsime, de 618
- Iglesia de Santa Gayané, de 630
- Catedral de Zvartnots,[3] 641-662, después de las invasiones árabes de 640. Destruida en el terremoto del siglo X.
- Monasterio de Targmanchats o de los Santos Traductores, siglos VI-VII. Llamado así porque sus fundadores, Mesrob Mashtots e Isaac de Armenia tradujeron la Biblia del idioma siríaco en 411.
- Iglesia de Shoghakat, de 1694
- Iglesia de Surp Harutyun, de Parakar, de 1855
- Iglesia de la Santa Madre de Dios en Sardarapat, de 1882
- Iglesia de la Santa Madre de Dios en Bambakashat, de 1901